# Termin (prawo)
Termin – zawarte w treści czynności prawnej zastrzeżenie, które wiąże powstanie albo ustanie skutków prawnych ze zdarzeniem przyszłym i pewnym. Zastrzeżenie terminu jest możliwe w zasadzie w każdej czynności prawnej (z wyjątkami zastrzeżonymi w ustawie lub wynikającymi z właściwości czynności prawnej).

## Rodzaje terminów
- termin początkowy – z nadejściem którego nastąpić ma skutek czynności prawnej skuteczność czynności prawnej zostaje odsunięta w czasie;
- termin końcowy – zaistnienie zdarzenia prawnego pewnego kończy skuteczność prawną czynności prawnej

## Sposoby zastrzegania terminów
Zastrzeżenie terminu może wskazywać: 
- konkretną datę,
- określony upływ czasu,
- moment ten można ustalić, nie znając jego daty w chwili czynności prawnej, lecz data ta jest pewna, że nastąpi (np. data przyszłej śmierci).

## Oznaczanie terminów
Termin oznaczony w:
- dniach – kończy się z upływem (o północy) ostatniego dnia, przy czym nie wlicza się dnia, w którym nastąpiło zdarzenie prawne
- tygodniach, miesiącach, latach – kończy się z upływem dnia, który nazwą odpowiada początkowemu dniowi terminu, a gdyby takiego nie było w danym roku (29 lutego) – w ostatnim dniu tego miesiąca (wyjątek: przy obliczaniu wieku osoby fizycznej bierze się pod uwagę początek ostatniego dnia).
- początek, środek, koniec miesiąca – rozumie się przez to: pierwszy, piętnasty lub ostatni dzień miesiąca.
- miesiącach lub latach, gdy ciągłość terminu nie jest wymagana – miesiąc liczy się za 30 dni, rok za 365 dni
- termin półmiesięczny – oznacza zawsze 15 dni.

Jeżeli koniec terminu do wykonania czynności przypada na dzień uznany ustawowo za wolny od pracy lub na sobotę, termin upływa następnego dnia, który nie jest dniem wolnym od pracy ani sobotą.